# گسلاو
گسلاو (به آلمانی: Geslau) یک شهر در آلمان است که در آنسباخ واقع شده‌است.